# Anna Tropp
Anna Maria Tropp, född 24 oktober 1885 i Stockholm, död där 5 april 1964, var en  svensk premiärdansös och skådespelare.

## Biografi
Anna Tropp var dotter till Karl August Tropp och Josefina Albertina Frummeri samt syster till Oscar Tropp och Sven Tropp. Hon var också mormors farfars syster till Petra Mede. Anna Tropp blev 1894 elev vid Kungliga teaterns balettskola under Gunhild Rosén. Hon engagerades vid teatern som premiärelev 1898 och premiärdansös redan 1907. Hon avgick 1927 med pension och var därefter bosatt i Malmö. Bland Tropps roller märks en rad uppgifter i Fokinbaletter, Tabor i Cleopatra, en av titelrollerna i Sylfiderna, Odalisken i Scheherazade och Columbine i Karneval. Hon utförde dessutom Columbine och Carlotta Grisi i Festen hos Thèrèse, Egeria i Narkissos samt uppgifter i balettdivertissemang i Hugenotterna, Eugen Onegin, Thais med flera operor.

## Filmografi
- 1919 – Jefthas dotter
- 1915 – Arlequins frieri

## Galleri

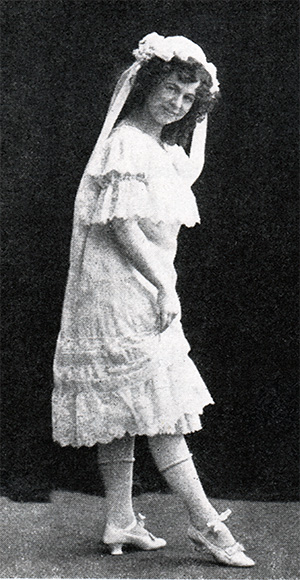
I Dockféen av Otto Zöbisch 1908